# Harpagophana hilaris
Harpagophana hilaris is een vlinder uit de familie uilen (Noctuidae). De wetenschappelijke naam is voor het eerst geldig gepubliceerd in 1895 door Staudinger.
De soort komt voor in Europa.